# Berner Würstel

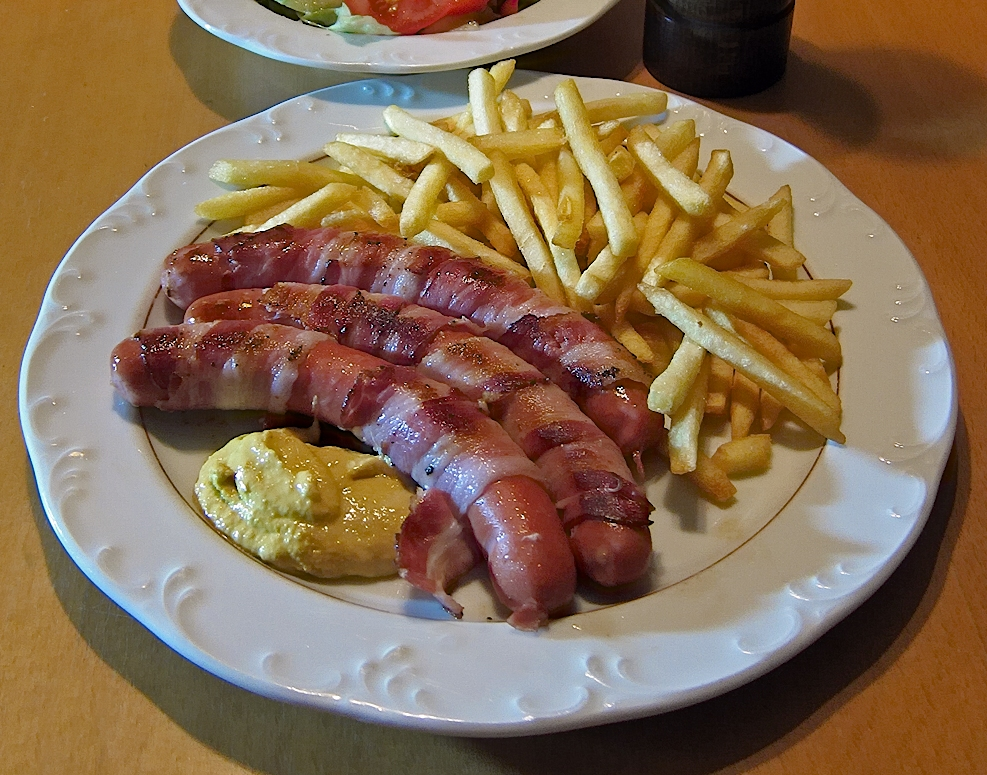
Berner Würstel mit Pommes frites und Krensenf

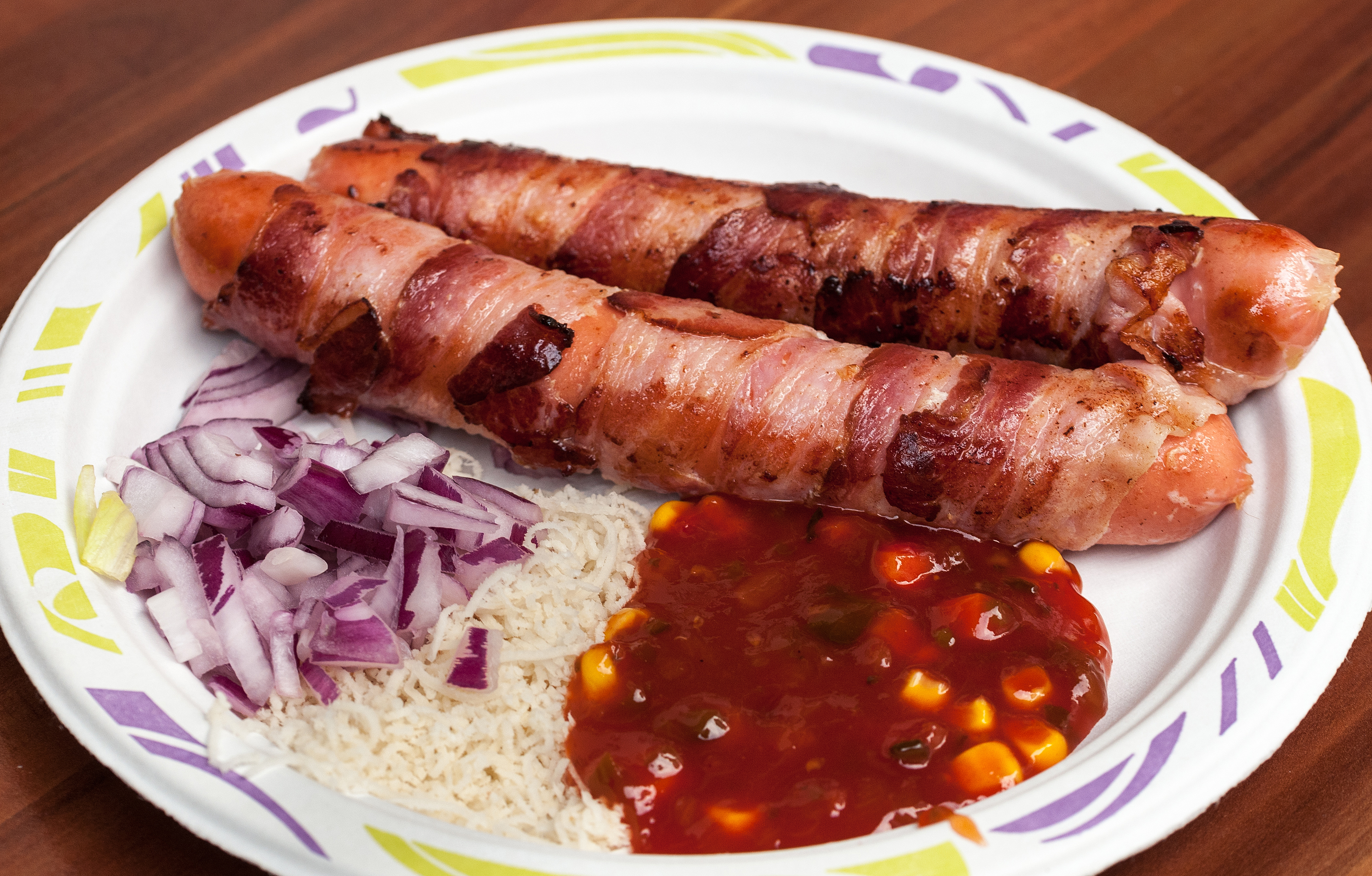
Berner Würstel mit Zwiebel, Kren und Pusztasauce

Berner Würstel ist die Bezeichnung für Wiener bzw. Frankfurter Würstchen, die der Länge nach aufgeschnitten und mit Käse (meist Emmentaler) gefüllt wurden sowie mit Räucherspeck umwickelt sind. Es gibt auch Wursthersteller, die den Käse bereits in das Brät geben.
Berner Würstel stammen nicht – wie der Name vermuten lässt – aus Bern in der Schweiz, sondern aus Zell am See in Österreich und sind nach ihrem Erfinder, dem Koch Erich Berner senior, benannt. Der Bezirksarchivar Scholz bestätigt die mündliche Überlieferung des Rezeptes. Der Koch entwickelte die Berner Würstel als schnell zuzubereitende Jause für die Mitglieder der Liedertafel Zell am See in den 1950er-Jahren. Dieser größte Männerchor des Bundeslandes Salzburg hat nach der allwöchentlichen Probe Erich Berner oft in dessen Tiroler Weinstüberl in Zell am See besucht.
Die Luxemburger Variante heißt Blanne Jang.